# Eparchia Chicago i środkowej Ameryki
Eparchia Chicago i środkowej Ameryki – jedna z ośmiu eparchii Rosyjskiego Kościoła Prawosławnego poza granicami Rosji, z siedzibą w Des Plaines.
Administratura została utworzona w 1954 postanowieniem Świętego Synodu Rosyjskiego Kościoła Prawosławnego poza granicami Rosji, jako eparchia Chicago i Cleveland. W 1957, po przyłączeniu parafii ze zlikwidowanej eparchii Detroit i Flint, administratura otrzymała nazwę „eparchia Chicago, Detroit i środkowo-zachodniej Ameryki”. W 2007, w związku z rozszerzeniem granic eparchii na środkowo-południowe stany USA, administraturze nadano obecną nazwę.
Główną świątynią eparchii jest sobór Opieki Matki Bożej w Des Plaines. W skład administratury wchodzi 40 parafii.

## Biskupi Chicago
- Grzegorz (Boriszkiewicz), 1954–1957
- Serafin (Iwanow), 1957–1987
- Alipiusz (Gamanowicz), 1987–2016[2]
- Piotr (Łukianow), 2016–2024